# Указ про військову повинність
Указ про військову повинність (яп. 徴兵令, ちょうへいれい, тьохей-рей) — закон Японії про впровадження в країні загальної військової повинності. Розроблений Ямаґатою Арітомо за зразком аналогічних законодавчих актів європейських держав. Оголошений 28 грудня 1872 року. Набув чинності 10 січня 1873 року. Складався з Імператорського рескрипту та урядового наказу. Заклав основи нових загальнонаціональних збройних сил Японії. Передбачав 3 річну військову службу для усього чоловічого населення країни старше 20 років. Втратив чинність у зв'язку із прийняттям закону про військову повинність 1927 року.

## Короткі відомості
На початку реставрації Мейджі Імператорський уряд майже не мав власних збройних сил. Він повністю покладався на самурайські ополчення союзних ханів. Попри це уряд мусив протистояти селянським повстанцям та прибічникам відновлення сьоґунату. Тому одним із першочергових завдань нової влади на шляху централізації країни стало створення новітніх загальнодержавних збройних сил. З цією метою в березні 1871 року уряд сформував Імператорську гвардію, яка підпорядковувалася безпосередньо Імператору, а у вересні того ж року утворив на основі самурайських ополчень автономних ханів 4 центральні гарнізони.
Гарнізони формувались виключно з самураїв і не були надстановими загальнонаціональними арміями як армії Європи та США, тому влада вирішила реформувати їх, перетворивши на всеяпонські національні збройні сили. Для цього 28 грудня 1872 року від імені Імператора Мейджі було видано указ про впровадження системи загальної військової повинності. Згідно з указом, станові обмеження щодо прийому в армію та флот скасовувалися, а усі чоловіки, старші 20 років, набиралися до японських армії та флоту. 20-річні проходили урядову перевірку на місцях і зараховувалися до «постійного війська», в якому служили 3 роки. По закінченню служби їх вписували у «військо запасу», в якому залишали 4 роки на випадок війни. Загалом усі чоловіки Японії, віком від 17 до 40 років, називалися «національним військом» і вносилися у військові реєстри як потенційно військовозобов'язані. Виняток з них становили урядовці, учні державних навчальних закладів, студенти, голови сімей та їхні старші сини. Указ також дозволяв уникати служби в «постійному війську» за сплату 270 єн.
Після набуття указом чинності розпочався процес формування японських загальнонаціональних збройних сил. Основний тягар військової служби ліг на японських селян, які повинні були віддавати державі своїх молодших синів. Уряд неодноразово вдався до насильного притягування простолюдинів до служби, що викликало ряд повстань у 1870 — 1880-х роках. Селяни, які століттями були звільнені від військової служби в обмін на сплату податків, протестували проти указу дезертирством.
Указ про військову повинність скасували 1927 року, у зв'язку із набуттям чинності закону про військову повинність.